# Hymenidium
Hymenidium es un género de plantas de la familia de las apiáceas. Comprende 40 especies descritas.

## Taxonomía
El género fue descrito por John Lindley y publicado en Illustrations of the Botany ... of the Himalayan Mountains ... 233. 1835

## Algunas especies
A continuación se brinda un listado de las especies del género Hymenidium aceptadas hasta septiembre de 2012, ordenadas alfabéticamente. Para cada una se indica el nombre binomial seguido del autor, abreviado según las convenciones y usos.
- Hymenidium brunonis Lindl.
- Hymenidium corydalifolium (Aitch. & Hemsl.) Pimenov & Kljuykov
- Hymenidium densiflorum Lindl.
- Hymenidium dentatum (DC.) Pimenov & Kljuykov